# 材料科技史
自從人類誕生以來，材料科學已經塑造了文明的發展，更好的工具和武器材料使人類得已傳播發展及征服領土，如鋼鐵和鋁等材料的生產或加工技術仍持續影響著當今的社會。歷史學家認為材料是文明的一個重要方向，因此用整個時期的主要材料作為時代的命名（石器時代、青銅器時代、鐵器時代等）。對於大多數有紀錄的歷史，材料的控制充其量只能透過煉金術或經驗的累績。化學和物理的研究及發展有助於材料的研究，從這些研究中融合產生材料科學的跨學科研究。
材料科學史是研究地球歷史和地球上的人類文明，是如何受到不同材料的影響。

## 史前史

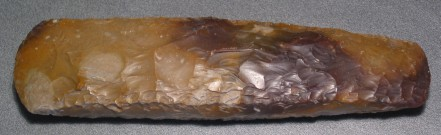
燧石斧頭，長約31公分。

在許多情況下，不同的文化使他們的材料成為人類學家可以用來確定這種文化存在的唯一記錄。逐漸使用更複雜的材料可以讓考古學家描述與區分不同的民族，這部分是由於文化中使用的主要材料及其相關的優點和缺點。
石器時代的文化受到他們在當地可以找到哪些岩石以及他們可以通過交易獲得的岩石受限制。 在西元前300,000(三十萬)年使用燧石有時被認為是陶瓷使用的開始。磨製石斧的使用則表示著重大的進步，因為更廣泛的岩石可以作為工具。

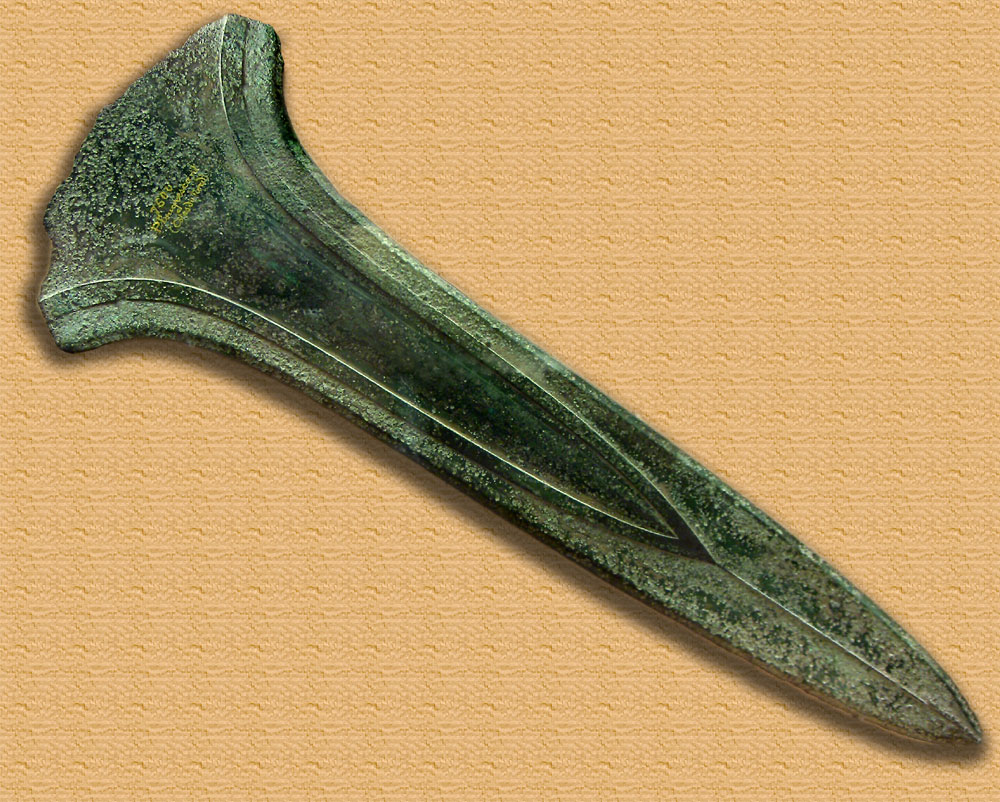
青銅器時代晚期的劍或匕首。

銅器時代冶煉和鑄造金屬的創新開始改變文化相互發展和作用的方式。 大約從西元前5500年開始，早期的鐵匠開始重新塑造銅和金這類天然金屬用於工具和武器（不使用火鍛造 ），約西元前5000年開始加熱銅，加上錘子的成形，於西元前4000年開始熔煉和鑄造。冶金在西元前3500年時期從其礦石中減少了銅礦(加入其他金屬)，第一種合金青銅器在西元前3000年左右投入使用，從西元前1200年左右開始，鐵器就顯得很突出。
西元前10世紀，玻璃生產始於古代近東。
西元前3世紀，古印度人開發了第一個坩堝鋼，烏茲鋼。
西元前1世紀，在腓尼基繁盛著玻璃吹製技術。

西元2世紀，中國漢朝煉鋼開始盛行。

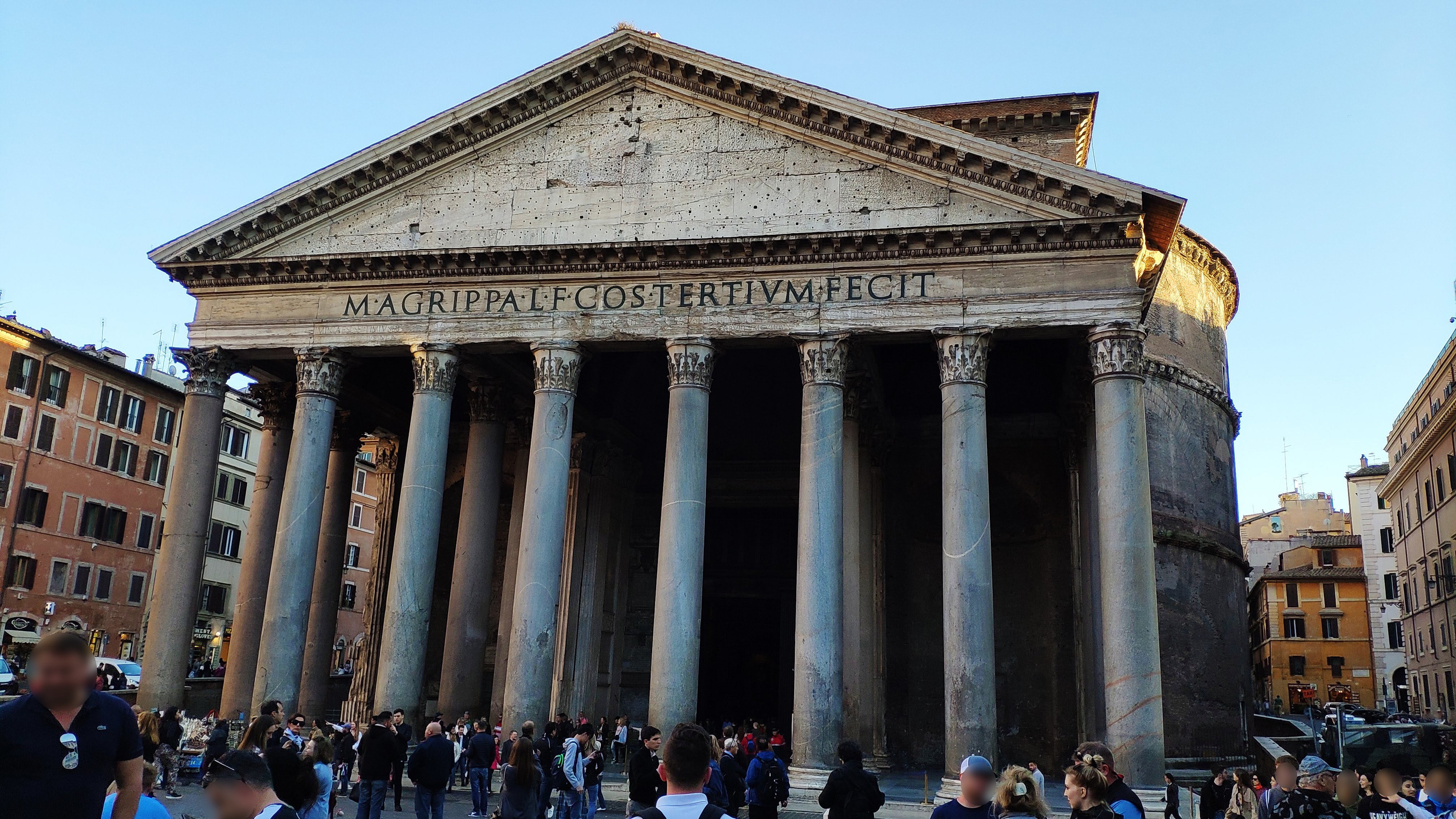
在羅馬的萬神殿。

西元4世紀，德里鐵柱被生產出來，這是現存最古老的耐腐蝕鋼鐵。

## 上古時期
木材、骨頭、石頭和泥土這些物質能形成含結晶物質的結構團聚體，會產生軟質沉積岩和淤泥這種不同的物質。這是羅馬用混凝土建成的萬神殿可以持續1850年屹立不搖的原因之一。以及為什麼倫勃朗描繪的荷蘭茅草屋農舍早已衰落。
在早期狩獵採集者用的骨匕首被木頭和石斧取代，再接著羅馬文明的銅器、青銅器和鐵器出現，人們開始尋找更多珍貴的材料並蒐集在一起。因此，中世紀的金匠本韋努托·切利尼可以讓公爵和教宗的支持他的創作。本韋努托·切利尼的自傳還包含一項首次冶金的過程描述。

## 石器時代
在石器時代的材料使用，以骨頭、纖維、羽毛、貝殼、動物皮及黏土等為主，用於武器、工具、珠寶和庇護所。最早的工具是在舊石器時代出現，稱為「奧都萬」，是一種用碎石製成的工具，目的用於驅趕、消滅或清除。隨著進入中石器時代，工具在設計上變得更加複雜和對稱，邊緣變得更加鋒利。進入新石器時代後，因為新式農業工具的發明，農業開始發展。
在石器時代末期，人類開始使用銅、金、銀作為材料，由於這些金屬較為柔軟，一般用於服儀上的裝飾，且不替代其他材料所製成的工具。所用的工具也反映當時人類的理解單純。

## 青銅器時代
銅的使用對這個時代的文明已經相當普遍，其具有的彈性及可塑性，使其可以透過簡單的敲打，製成所需要的形狀，也可以透過融化或雕刻做成複雜的形狀。雖然銅的優點很多，但材料要更堅硬才能有大規模的實用性。透過實驗或偶然的情況下，在銅裡添加其他物質，形成的新金屬合金(稱為青銅)硬度增加。青銅最初是由銅和砷組成的，形成砷青銅。

## 中古時期
原始的瓷器材料被發現可以追溯到新石器時代，在中國東漢時期的考古遺址中發現了碎片材料。據估計，這些器皿的燒製溫度約1260至1300度(攝氏)。
西元8世紀，瓷器是在中國唐代蓬勃發展。中國瓷器導致廣泛使用的窯爐系統性發展，從而提高了瓷磚生產的質量和數量。陶瓷的錫釉是由阿拉伯化學家和製陶工在伊拉克的巴斯拉發明的。
西元9世紀，炻器是在伊拉克發明的，而美索不達米亞則出現了虹彩陶器(陶瓷器上)。
西元11世紀，大馬士革鋼在中東地區發展起來。西元15世紀，約翰尼斯·谷騰堡開發出用於活字印刷的金屬合金，Angelo Barovier發明了一種清澈的水晶玻璃。

## 現代早期
西元16世紀，萬諾喬·比林古喬出版了他的第一本關於冶金學的系統性書籍《Pirotechnia》；格奧爾格·阿格里科拉則撰寫了一本有影響力的冶金和採礦書《De Re Metallica》，玻璃透鏡在荷蘭開發，並首次用於顯微鏡和望遠鏡。
西元17世紀，伽利略的《兩個新科學》（材料和運動學）一書，包括材料科學的第一個定量表述。 西元18世紀，William Champion發明了一種用爐甘石洗劑和木炭蒸餾生產鋅的方法，布萊恩·希金斯(Bryan Higgins)獲得了用於外牆石膏的水硬水泥（粉饰灰泥）的專利，而伏打製造了銅鋅酸電池。
西元19世紀，托马斯·约翰·塞贝克發明了電熱偶，Joseph Aspin發明了波特蘭水泥，查理斯·固特異發明了硫化橡膠，路易·達蓋爾和亨利福克斯塔爾博特發明了銀底攝影，詹姆斯·克拉克·馬克士威演示了彩色攝影，查爾斯弗里茨用硒做了第一顆太陽能電池。
西元19世紀早期，鋁並沒有作為獨立金屬生產。直到1825年，漢斯·厄斯特才發現如何用氯化鋁來還原元素鋁。由於鋁是具有良好的機械性質的輕金屬，因此廣泛替代了金或銀這種較重且功能較少的金屬。拿破崙三世為他的貴賓使用鋁板和餐具，其餘的則是使用銀。 然而，金屬的製作仍然很貴，以至於無法大量生產。  西元1886年，美國人查爾斯·馬丁·霍爾和法國人保羅·埃魯發明了一種完全獨立的製程，透過電解氧化鋁來產生鋁。這個製程使鋁的製造成本比以往更低，更為將元素從貴金屬轉變為易於獲得的商品奠定了基礎。約西元1888年，卡爾約瑟夫拜耳在俄羅斯聖彼得堡工作時，開發出一種為紡織工業生產純鋁的方法。該方法包括將鋁的氧化物從鋁礦中溶解出來，用來生產三水鋁石，以便將其提煉回原來的氧化鋁中。拜耳法和霍爾－埃魯法目前仍用於生產世界上大部分的氧化鋁和鋁。

## 研究領域上的材料科學
大多數研究領域都有一位創始人，如物理學中的牛頓和化學界中的拉瓦節，然而材料學並沒有重要的核心人物。
1940年代，多的研究領域因戰爭需求而合作，以求產生技術的進步，成為未來研究領域的架構，並被稱作材料科學工程。
1950年代(冷戰時期)，美國的總統科學顧問委員會(PSAC)認為，材料是空間和軍事技術進步的關鍵因素，因此將材料作為優先事項。美國國防部與5所大學(哈佛大學、麻省理工學院、布朗大學、史丹佛大學和芝加哥大學)簽訂了一項契約，為物質研究提供了超過1300萬美金的資金。
1960年代，幾個機構部門將「冶金」改為「冶金和材料科學」。

## 現代的材料科學
西元20世紀早期，大多數工程學院都有冶金科系，也許還有陶瓷科系。作為鋼鐵生產基礎的鐵-碳平衡圖，其包含的沃斯田鐵、麻田散鐵、雪明碳鐵等金相，在眾多努力下大致成形。對其他材料的基本理解並不足以將他們視為學術科目。在二戰後期，聚合物的研究進展迅速，但管理人員和科學家並沒有在工程學院創建新的聚合物科系，而是開始將材料科學視為一個跨學科的新領域，從統一的角度思考所有具有工程，其在物質上的重要性。美國西北大學在1955年成立了第一個材料科學系。
Richard E. Tressler博士是領導國際的高溫材料開發者，他開創了高溫光纖的測試和使用，用先進的熱結構材料儀器和測試方法，做了陶瓷及複合材料的設計和性能檢測，應用在高溫的航空、航天、工業和能源領域中。他是先進材料中心(the Center for Advanced Materials ,CAM)的創始主任，該中心受賓州州立大學的地球和礦物科學學院、埃伯利理學院、工程學院、材料研究實驗室和應用研究實驗室的許多教師和學生提供支持，以陳述高溫材料。他的跨學科願景在材料研究所的創建中發揮了關鍵的作用，Tressler對材料科學的貢獻，以賓州州立大學的講座為榮。
美國材料研究學會(MRS)一直致力於為這個年輕的領域創造一種身分和凝聚力，MRS是賓州州立大學研究孿的心血結晶，是魯斯特魯姆教授於1970年發起討論的結果，並於1973年舉行第一次的MRS會議。截至2006年
，MRS已經發展成為一個贊助大量年會的國際協會，且擁有超過13,000(1.3萬)名會員。MRS贊助的會議細分為各種主題的專題討論會，不像美國物理學會或IEEE等組織，贊助於更集中主要領域的會議。MRS會議的根本是跨學科性質對科學方向產生的重要影響，特別是在研究軟物質的普及，對其在生物學、化學、物理學和電機工程中的關係。由於世界各地都有綜合教科書、材料研究學會和大學教席，BA、MA和PhD課程以及其他學科形成指標，因此將材料科學(及工程)稱為學科是公平的。
西元1958年，美國艾森豪總統創建了高等研究計劃署(ARPA) ，並從西元1996年後被稱為國防高等研究計劃署(DARPA)。西元1960年，ARPA鼓勵在大學校園內建立跨學科實驗室(IDL)，這些實驗室將致力於材料研究，以及學生如何進行材料科學研究的教育。ARPA向大學提供了為期4年的IDL合約，最初是康乃爾大學、賓州州立大學和西北大學，最後又簽了9份合約。雖然ARPA不再控制IDL計畫(於1972年被美國國家科學基金會接管該計畫)，但IDL最初的建立象徵著美國材料科學研究和發展的重要里程碑。